# Feuerbach (Stuttgart)
Feuerbach est une ancienne ville d'Allemagne devenue un quartier de Stuttgart.

## Patrimoine architectural
- Église de l'Assomption de Stuttgart-Feuerbach